# Kamp Erika
Kamp Erika (Duits: Justizlager Ommen, Arbeitseinsatzlager Erika, na de Tweede Wereldoorlog Kamp Erica) was tijdens de Tweede Wereldoorlog een strafkamp in de bossen van Ommen. Het was gevestigd op de flanken van de Besthmenerberg, de plaats waar voor de oorlog de 'Sterkampen' van de theosofische beweging werden gehouden, met Krishnamurti als spreker. De laatste bijeenkomst van de theosofische beweging werd er gehouden in de maand augustus van het jaar 1939. 

## Onder Duits bevel
Bereitsschaftführer Werner Schwier, hoofd van het Referat Internationale Organisationen, kreeg in het najaar van 1940 de opdracht om nazivijandige organisaties te liquideren. Ook de Sterkamp-gebouwen ontkwamen niet aan de greep van het Referat. Schwier stelde de Nederlandse collaborateur Karel Lodewijk Diepgrond aan als Lagerführer (kampcommandant). Hij was tot dan toe vertaler bij de Sicherheitsdienst in Amsterdam. Zijn eerste taak was het rekruteren van de kampbewakers; voornamelijk Amsterdamse werklozen, aangevuld met SS'ers, die een opleiding kregen tot kampbewaker. Achtenveertig personen werden in dienst genomen. Diepgrond kwam op 13 juni 1941 in Ommen aan samen met de nieuwe bewakers, daarna werd met de opbouw van het kamp als strafkamp begonnen.
Het kamp werd in juni 1942 in gebruik genomen als Arbeitseinsatzlager Erika, een justitieel strafkamp om de overvolle gevangenissen te ontlasten. De eerste gevangenen kwamen op 19 juni 1942 aan. De gevangenen waren veelal zwarthandelaren en illegale slachters, mensen die de distributiewetten hadden overtreden. De Duitse taal was voertaal in het kamp. De bewakers werden als KK (Kontrolle Kommando) aangesproken. Zowel de kampleiding als de bewakers kregen Duitse rangen toegewezen.
Mede door de afgelegen ligging van het kamp konden de bewakers de gevangenen ongehinderd systematisch mishandelen. Dwangarbeid, ziektes, ondervoeding, mishandeling en regelrechte moord kostten zeker 170 gevangenen het leven. De acht Joden die in het kamp terechtkwamen hadden het nog zwaarder dan de rest. Enkele citaten:
Nergens ben ik zo systematisch lichamelijk mishandeld, namelijk iedere dag, als in Ommen.— ex-gevangene Arnold Erlangen, die ook Kamp Westerbork, Auschwitz, Buchenwald, en Fürstenberg heeft overleefd
Iedere bewaker nam zich het recht voor om als een beest tekeer te gaan tegen alles wat in de Strafkompagnie was. Met knuppels en geweerkolven werd op de ongelukkige losgerammeld tot het slachtoffer bewusteloos was. Dan werden zij in een grote wasbak met water gegooid en dan opnieuw geranseld, heel vaak gepaard gaande met schoppen tegen de geslachtsdelen. Vooral dit vonden de beulen een prachtsport, dan kronkelden de stumpers zo grappig. Ik heb er behandeld met ongelooflijk gezwollen geslachtsdelen, mede daaraan zijn er ook gestorven.— Een verpleger van de ziekenboeg
Het was je reinste tuig. En ze hadden er nog schik in ook. Het ergste was dat het gewoon Nederlanders waren. Het waren geen Duitsers, maar gewoon Nederlanders.— ex-gevangene Harry Burgers over het geweld van de bewakers
Na een uitspraak van het Gerechtshof Leeuwarden weigerden Nederlandse rechters om nog langer veroordeelden naar Ommen te sturen. Er waren toen al bijna 3000 gevangenen door de hel van het kamp gegaan. De betrokken Leeuwarder rechters werden door de Duitse bezettingsmacht vanwege plichtsverzuim ontslagen.
In 1943 werd Erika een opvoedingskamp, een Arbeitserziehungslager voor landlopers en bedelaars, maar ook voor mensen die zich hadden onttrokken aan de arbeidsplicht in Duitsland. De bewakers traden nu iets minder hard op, hoewel er nog steeds werd geslagen en geschopt.
In het najaar van 1944 werd Erika weer een strafkamp, deze keer bewaakt door de Ordnungspolizei, de SS en de Sicherheitsdienst. Hiertoe behoorde ook Herbertus Bikker, die deel uitmaakte van de vaste knokploeg van het kamp en nietsontziend jacht maakte op onderduikers en verzetsmensen. Door zijn gedrag verwierf hij de bijnaam Beul van Ommen.
Gedurende de laatste acht maanden van de oorlog waren er in Erika niet meer dan 501 gevangenen, van hen werden er zeker negen doodgeschoten. Onder hen waren de verzetsman Jan Houtman, die door Bikker werd geëxecuteerd, en onderduiker Herman Meijer.

## Bevrijding en straffen
Kamp Erika werd op 11 april 1945 bevrijd. Werner Schwier werd na de oorlog gearresteerd en gevangengezet in een interneringskamp nabij Brussel. Hij wist hieruit te ontsnappen en naar Duitsland te vluchten. Schwier heeft nooit in Nederland terechtgestaan. Diepgrond werd op 13 mei 1949 tot 20 jaar gevangenisstraf veroordeeld. Hij werd in 1957 vervroegd vrijgelaten. Zijn rechterhand, Hauptzugführer Johannes Schreuder de Jong, werd doodgeschoten in 1945, enkele weken na zijn ontsnapping uit Westerbork waar hij kort voor de bevrijding werkte. Johannes Driehuis, het derde lid van de leiding, werd op 3 juni 1945 ter dood veroordeeld voor zijn wrede optreden jegens de gevangenen. De straf werd in 1947 uitgevoerd.
Ook Bikker werd ter dood veroordeeld, maar deze straf werd later omgezet in levenslange gevangenisstraf. Hij ontsnapte echter en wist Duitsland te bereiken. Tientallen jaren later werd hij in Duitsland vanwege zijn oorlogsverleden voor de rechter gedaagd. Hij werd veroordeeld in 2004, maar behoefde om gezondheidsredenen geen gevangenisstraf meer uit te zitten. Bikker werd in november 2008 door de Duitse politie thuis dood aangetroffen.

## Onder Nederlands bevel
Na de oorlog werden er in het kader van de bijzondere rechtspleging 2000 collaborateurs opgesloten in afwachting van hun berechting. Het betrof voornamelijk boeren en middenstanders maar ook een aantal mensen uit hogere kringen die lid waren geweest van de NSB.
Deze pro-Duitse 'foute' personen werden in eerste instantie door de bewakers aan een hardvochtig regime onderworpen. Onder druk van het Canadese opperbevel werd het kamp echter onder een andere leiding gesteld. De meer open leiding zorgde ervoor dat de geïnterneerden in omliggende steden werden ingeschakeld bij het puinruimen en de wederopbouw. 
De medische verzorging en hygiëne in het laatste oorlogsjaar en de eerste naoorlogse jaren lieten nog veel te wensen over. Op diverse plaatsen in Nederland heersten tyfusepidemieën. In juli 1945 brak er in Kamp Erica en in het naburige Ommen een tyfusepidemie uit die duurde tot voorjaar 1946. In korte tijd stierven vele gedetineerden. Aan het eind van de epidemie werden diverse patiënten naar ziekenhuizen in de omgeving gebracht alwaar ze alsnog aan de gevolgen overleden. Volgens sommige bronnen overleden er in het kamp zelf 120 mensen en in de omliggende ziekenhuizen ruim 200. Het precieze aantal valt niet vast te stellen omdat een deel van de gevangenen zwaar ziek naar huis werd gestuurd en thuis is overleden. Na vele protesten tot op regeringsniveau toe werden er verbeteringen aangebracht en kwamen er medicijnen beschikbaar. Veel gevangenen werden uiteindelijk vervroegd naar huis gestuurd zonder ooit veroordeeld te zijn.

## Opheffing
Op 31 december 1946 werd Kamp Erica opgeheven. Op het voormalige kampterrein is nu een camping/bungalowpark gevestigd, vakantiecentrum Ommerland (Vacantievreugd). Een kruis en een bescheiden gedenksteen in het bos herinneren aan de gruweldaden die hier zijn begaan.
Beugelen ·
Carel Coenraadpolder/Dollart Süd ·
Conrad ·
De Beetse ·
Erika ·
It Petgat ·
Molengoot ·
Nuis ·
Oranje ·
Vught ·
Westerbork ·
Ybenheer
Alfabetisch op naam.  Indien een kamp meerdere rollen had, staat het in de "hoogste" groep.
Zie ook: Lijst van naziconcentratiekampen · Jappenkampen in Nederlands-Indië · Lijst van jappenkampen